# Občanské války tetrarchie

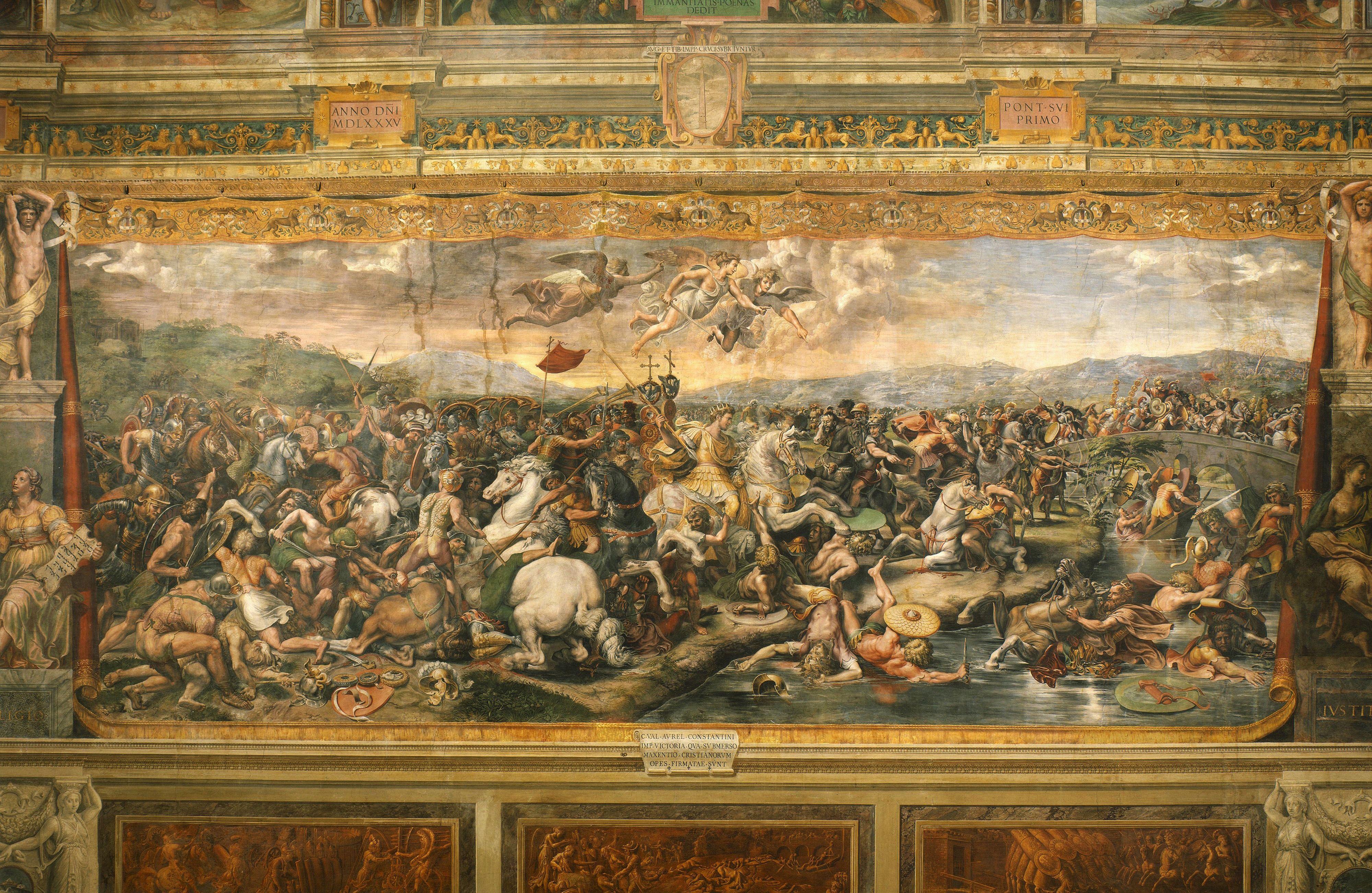
Bitva u Milvijského mostu, Giulio Romano

Občanské války tetrarchie (306 n. l.–324 n. l.) byly řadou sporů mezi spoluvládci v období tetrarchie započatých roku 306 n. l. uzurpátorem Maxentiem. Skončily vítězstvím císaře Konstantina I. a zrušením tetrarchie.

## Seznam nejvýznamnějších bitev
- Bitva u Milvijského mostu (312)
- Bitva u Verony (312)
- Bitva u Turína (312)
- Bitva u Adrianopole (313)
- Bitva u Adrianopole (324)
- Bitva u Chrysopole (324)